# Еноське графство
50°27′ пн. ш. 3°57′ сх. д. / 50.45° пн. ш. 3.95° сх. д.

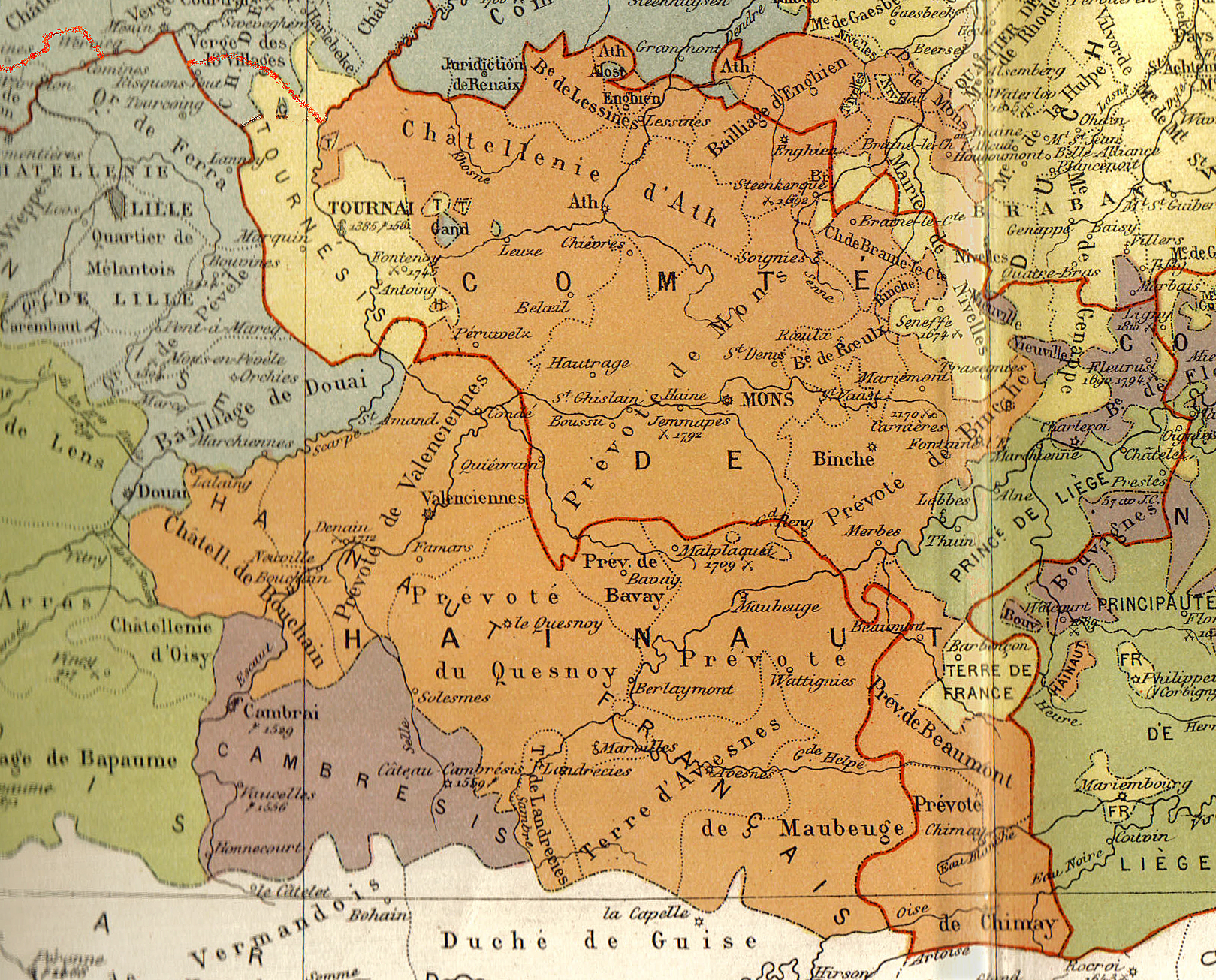
Карта Еноського графства. Червоною лінією позначено сучасний франко-бельгійський кордон

Еноське графство (фр. Comté de Hainaut; нід. Graafschap Henegouwen; лат. comitatus hanoniensis) або графство Геннегау (нім. Grafschaft Hennegau) — середньовічне графство, що розташовувалось на території сучасної Бельгії. Назва походить від найменування населеного пункту, розташованого на півдні графства або від назви річки Ен (фр. Haine), що перетинає область.
Первинно графство входило до складу Лотаринзького герцогства, після розділу 959 року — до складу Нижньолотаринзького герцогства. З 925 року графи Ено стали васалами королів Східного Франкського королівства (Німеччини), пізніше — імператорів Священної Римської імперії. Столицею графства було місто Монс, крім того до нього входили міста Валансьєнн і Камбре.

## Історія

### Утворення графства
В цій області жило кельтське плем’я нервіїв. У часи вторгнення Юлія Цезаря до Галлії область була захоплена римлянами, які збудували форт, названий Castri locus. У VII столітті на цьому місці було зведено місто Монс. Пізніше область увійшла до складу Франкської держави.
За Верденською угодою 843 року Ено опинилось у складі Серединного королівства імператора Лотара I. По його смерті 855 року за розподілом між його синами Ено опинилось у складі королівства Лотара II — Лотарингії.
За Мерсенською угодою 870 року Ено перейшло у підпорядкування королю Західно-Франкського королівства Карлу II Лисому, що призначив для управління областю графа Енгеррана I. Послідовні смерті французьких королів Карла Лисого і Людовика Заїки в 877 і 879 роках і смути, що стались у Франції після цього  дозволили королю Східно-Франкського королівства Людовику Молодшому приєднати усю Лотарингію до Німеччини. В Ено Людовик призначив нового графа, ним став Реньє I Довгошиїй (помер 915). У той час територія графства була невеликою, обмеженою на півночі річкою Ен, на заході — Шельдою, на півдні — Тьєрашем.
У 895 році Ено опинилось у відновленому на недовгий час Лотаринзькому королівстві, причому граф Реньє став головним радником короля Цвентібольда. Але до 898 року Реньє потрапив у немилість до Цвентібольда, який позбавив його Ено, призначивши новим графом Сігарда (помер 920). Він зберіг своє положення й після 911 року, коли колишній граф Ено, маркграф Реньє Довгошиїй, що керував Лотарингією, присягнув на вірність франкському королю Карлу III Простакуватому Після смерті Сігарда новим графом став Енгерран II, родич (можливо онук) графа Енгеррана I. Енгерран керував графством до 925 року, коли Лотарингія була знову приєднана до Східно-Франкського королівства. При цьому король Генріх I Птахолов призначив новим графом Реньє II, сина Реньє I і брата герцога Лотарингії Гізельберта.

### Правліннядому Реньє
Реньє II (помер до 940) збудував у Монсі замок, зробивши його своєю резиденцією. Йому довелось відбивати напад Арденського дому, з якого вийшов переможцем. Завдяки цьому Реньє збільшив свої володіння, долучивши Естінне, Валансьєн і Баве. Окрім того він став світським абатом абатств Сен-Водрю-де-Монс та Сен-Альдегонд-де-Мобеж. Син Реньє II, Реньє III (помер 973) після загибелі 939 року дядька, герцога Лотарингії Гізельберта і смерті сина Гізелберта Генріха у 943/944, пред’явив права на герцогство. Однак король Оттон I Великий віддав Лотарингію своєму зятю Конраду Рудому, який швидко привів лотарінгську знать до покори. Але після того, як Конрад приєднався до заколоту Ліудольфа Швабського, Реньє зміг розбити бунтівливого герцога на берегах Маасу й той змушений був тікати. Наступного року Конрад навів на Лотарингію угорців, що спустошили Газбенгау, Намюр та Ено. Новим герцогом Оттон призначив свого брата Бруно.
956 року Реньє III захопив частину особистих володінь Герберги в Лотарингії (її так звану «вдовину долю»), що спричинило похід Лотаря на Монс, столицю Ено. В результаті походу Лотар захопив дружину Реньє та двох його синів, що дозволило Бруно в обмін на заручників змусити Реньє повернути захоплені землі. Але невдовзі Реньє знову повстав, але Бруно спільно з Лотарем придушили бунт. Реньє був захоплений у полон та виданий Оттону I, який 958 року вислав його на кордон Богемії, де він і помер, а його володіння було конфісковано. Ено було розділено на 2 частини: графство Монс та маркграфство Валансьєн. Управління графством Монс Оттон доручив у червні 958 року пфальцграфу Лотарингії Готфріду (помер 964), а Валансьєном — графу Аморі. Сини Реньє III, Реньє і Ламберт втекли до Франції, де знайшли притулок при королівському дворі.
Після смерті Оттона I Реньє IV і Ламберт I, яких підтримував король Франції Лотар, вирішили скористатись заворушеннями в Імперії й напали на Лотарингію в 973 році, розбивши прибічників імператора, повернувши на деякий час собі Ено. Лише 974 року імператору Оттону II вдалось змусити їх тікати до Франції. 976 року вони повторили спробу повернути родові володіння, але знову невдало. Однак незабаром імператор вирішив переманити Реньє і Ламберта на свій бік, повернувши їм частину конфіскованих володінь батька. Ламберту була виділена частина колишнього Еноського графства, що отримала назву графство Лувен. Реньє IV отримав графство Монс. Валансьєн же лишився під управлінням своїх маркграфів. Тільки у 1045 році онуку Реньє IV, Герману (помер 1051) вдалось об’єднати Валансьєн і Монс. Після його смерті Ено успадкував син графа Фландрії Бодуен I, що одружився із вдовою Германа.

### Ено під управліннямФландрського дому

Первинний герб графів Ено

Після смерті батька 1067 року Бодуен I успадкував також Фландрію, вперше об’єднавши обидва графства в одних руках. Але після його смерті в 1070 році його сини Арнульф III (бл. 1055 — 22 лютого 1071) та Бодуен II (бл. 1056 — 8 червня 1098) лишились малолітніми під опікою матері. Й цим вирішив скористатись брат Бодуена, Роберт, котрий організував повстання у 1070 році, завдяки якому він захопив Гент і проголосив себе графом Фландрським. Арнульф та його мати звернулись за допомогою до короля Франції Філіпа I, отримавши також підтримку графа Херефорда Вільяма Фіц-Осберна, який привів армію з Нормандії. 22 лютого 1071 року біля гори Кассель відбулась битва, у результаті якої Арнульф та Вільям загинули. Король Філіп невдовзі примирився з Робертом I й визнав його графом Фландрії, а Рихільда з Бодуеном закріпились в Ено, закликавши на допомогу імператора. Після тривалої боротьби Бодуен II помирився з дядьком. 1097 року він вирушив у Перший Хрестовий похід, під час якого загинув. Він залишив кількох синів та дочок. Ено успадкував його старший син, Бодуен (Балдуїн) III (1188—1220). Він пред’являв права на Фландрію після смерті графа Бодуена VII, але безуспішно. Йому спадкував старший син Бодуен (Балдуїн) IV Будівельник (бл. 1108 — 8 листопада 1171). Під час його малолітства до 1127 року регенткою графства була його мати, Іоланда Гелдернська. Вона домоглась заручин сина з Алісою Намюрською (бл. 1115—1169), з якою Бодуен одружився близько 1130 року. Завдяки цьому шлюбу в 1189 році Намюрське графство після припинення Намюрського дому перейшло до сина Бодуена IV.
Бодуен IV безуспішно пред’являв права на Фландрію у 1127 році після смерті Карла Доброго, а потім у 1128 році після смерті Вільгельма Клітона. 1147 року Бодуен спробував знову захопити Фландрію, скориставшись тим, що її граф Тьєррі Ельзаський вирушив у Хрестовий похід. Але спроба закінчилась нічим. 1151 року Тьеррі та Бодуен уклали мир. 1161 року Бодуен одружив свого сина Бодуена з дочкою Тьеррі Маргаритою, що дозволило тому через 40 років отримати Фландрію.

Герб об’єднаного графства Фландрія і Ено з 1191 року

Бодуен V (1150 — 17 грудня 1795) спадкував батьку в Ено 1171 року. Він зблизився зі своїм шурином, графом Фландрії Філіпом I Ельзаським, уклавши з ним 1177 року угоду про союз. 1180 року Бодуен видав свою дочку Ізабеллу за короля Франції Філіпа II Августа, що отримав як придане Артуа. 1189 року Бодуен отримав від імператора графство Намюр, зведене до маркграфства, а у 1191 році після смерті Філіпа Ельзаського отримав Фландрію. За Намюр йому довелось вести війну з братом дружини Генріхом I Намюрським, з якої він вийшов переможцем 1194 року.
Бодуен V лишив кількох синів. Фландрію та Ено успадкував його старший син Бодуен (Балдуїн) VI (1171—1205), Намюр отримав другий син, Філіп I (1175 — 12 жовтня 1212). Ставши графом, Бодуен VI на відміну від батька став прибічником короля Англії. 1200 року йому вдалось за Перронською угодою отримати північ Артуа, а також одержати суверенітет над Гіном, Арром та Бетюном. А 1202 року він разом із молодшими братами Генріхом та Есташем вирушив у Четвертий хрестовий похід, регентом Фландрії він призначив Філіпа Намюрського, а регентом Ено — свого побічного брата Віллема де Вершіна. Внаслідок цього походу Бодуен був обраний імператором Латинської імперії, але 1205 року потрапив у полон, де й помер. У Латинській імперії йому спадкував брат Генріх (бл. 1176 — 11 липня 1216).

### Правління дочок імператора Бодуена
Імператор Балдуїн лишив тільки двох дочок, Жанну й Маргариту. Фландрія й Ено дістались старшій, Жанні (1200—5 грудня 1244), опікуном її 1208 року став король Франції Філіп II Август, що викупив це право у Філіпа Намюрського. В січні 1212 року король Філіп видав Жанну у шлюб з сином Саншу I, короля Португалії, Феррана (1188—1233), що став графом Фландрії й Ено. Але невдовзі Ферран, прагнучи впоратись із фландрською знаттю, порвав з Францією й долучився до англо-вельфської коаліції, яку очолював імператор Оттон IV Брауншвейзький і король Англії Іоанн Безземельний. 27 липня 1214 року відбулась битва під Бувіном, де англо-вельфська коаліція зазнала поразки, а Ферран потрапив у полон. Жанні були залишені її володіння, але вона була змушена за угодою з королем Філіпом II зрити укріплення Валансьєна, Іпра, Оденарда й Касселя.
Ферран вийшов на свободу лише 1226 року. З цього моменту він був прихильником короля Франції до самої смерті у 1233 році. Дочка Феррана й Жанни, Марія була віддана під опіку короля Людовика IX й мала стати дружиною його брата Роберта, але померла 1236 року. Інших дітей у Жанни не було, хоча вона й вступила в шлюб 1237 року вдруге — з Томасом II Савойським (1199—1259).
Молодша сестра Жанни, Маргарита II (2 червня 1202 — 10 лютого 1280), у 1212 році стала дружиною Бушара д’Авен (1182—1244), бальї Ено. Графиня Жанна засудила цей шлюб, вважаючи його неприпустимим, оскільки Бушар був ще дитиною присвячений служінню Богу й був поставлений протодияконом. Папа Інокентій III визнав цей шлюб у 1216 році недійсним, але формально він не був розірваний, а подружжя продовжувало жити разом. Від цього шлюбу народились дві дитини, Жан і Бодуен, ще одна дитина померла немовлям. 1219 року Бушар був ув’язнений, з в’язниці його звільнили 1221 року за умови, що він залишить дружину й вирушить до Риму за відпущенням гріхів. Поки він був у Римі, Маргарита за наполяганням сестри у 1223 році стала дружиною Гільйома II де Дамп'єра (1196 — 3 вересня 1231). Цей шлюб спричинив скандал, оскільки перший шлюб так і не було розірвано. Конфлікт, що виник у підсумку між домами Дамп'єр і Авен, не стихав кілька десятиліть. Авени заявляли про своє право первородства, а Дамп'єри не визнавали спадкоємцями зведених братів, називаючи їх бастардами.
5 грудня 1244 року померла графиня Жанна, після чого Фландрія та Ено перейшли до Маргарити. Але практично одразу знову виникла суперечка за спадщину між дітьми Маргарити. Ще в 1235 році король Франції Людовик IX домігся примирення між Маргаритою і Жаном, старшим з Авенів, передбачивши нерівний розподіл спадщини: Авени отримували дві сьомих, а Дамп'єри — п’ять сьомих. Але справа ускладнювалась тим, що частина спадщини знаходилась у Франції (Фландрське графство), а частина — в імперії (Еноське графство (Геннегау)). 1245 року імператор Фрідріх II дарував Маргариті ще й Намюрське маркграфство, але воно знаходилось під заставою у французького короля за велику позику, яку король позичив імператору Константинополя Балдуїну II.
У 1246 році у переддень хрестового походу Людовик IX та папський легат Ед де Шатору домоглись примирення сторін, надавши Ено Авенам, а Фландрію — Дамп'єрам. Маргарита присвоїла титул графа Фландрії своєму старшому сину Гільйому III. Графом Ено став Жан I д'Авен (1218—1257).
19 травня 1250 року Гільйом підписав із Жаном д’Авен угоду стосовно Намюра, оммажем на який у 1249 році Маргарита поступилась Жану. Того ж року Римська курія визнала нарешті законні права Авенів. Але 6 червня 1251 року на турнірі група лицарів убила Гільйома. В убивстві звинуватили Авенів, після чого боротьба відновилась знов.

### Еноське графство під управлінням Авенського дому

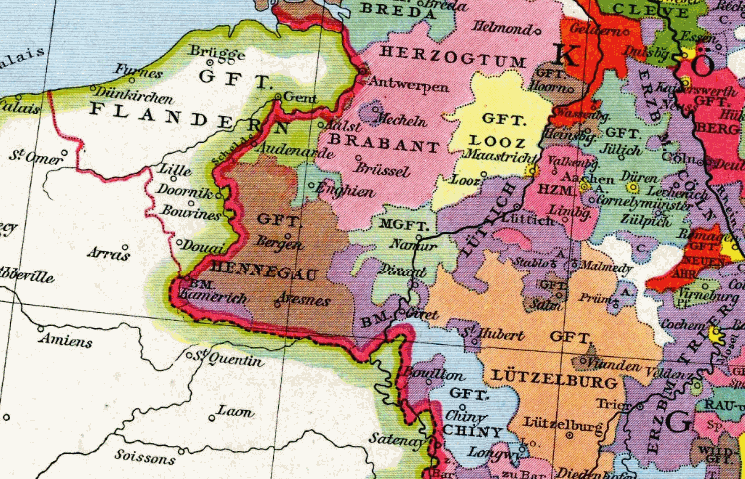
Еноське графство у 1250 році

У боротьбі з Дамп'єрами Жан д’Авен знайшов підтримку в особі імператора Вільгельма II. Але після його смерті Авени втратили підтримку імперії. 24 вересня 1256 року графиня Маргарита та її сини Авени за посередництва короля Людовика IX уклали Перронську угоду, згідно з якою за Авенами було остаточно закріплено Еноське графство, а за Дамп'єрами — Фландрію. При цьому Жан I д’Авен змушений відмовитись від прав на Намюр. Він помер 1257 року.
У 1273 році імператором було обрано Рудольфа Габсбурга. Він підтримав Жана II д’Авена (1247—1304), який відновив боротьбу з Дамп'єрами. Імператор подарував Жану імперську Фландрію, оголосивши графа Фландрії Гі де Дамп'єра вигнаним з імперії. Однак становище Гі у своїх володіннях було доволі міцним, він був у цей час наймогутнішим правителем у Нідерландах.
1290 року проти Жана повстав Валансьєн, жителі якого звернулись за допомогою до короля Франції Філіпа IV, який віддав його графу Гі. Проте 1293 року Жан д’Авен помирився з королем Філіпом. У січні 1296 року Жан разом з королем Філіпом та графом Голландії Флорісом V уклали союз проти Англії. У лютому король Філіп повернув Валансьєн Жану, але місто відмовилось підкоритись, визнавши над собою владу графа Фландрії. Гі де Дамп'єр пристав на пропозицію патриціїв міста й пішов на розрив із Францією. Але до липня 1296 року Жан за допомогою короля Філіпа розбив графа Гі й отримав контроль над Валансьєном.

Герб Еноського графства і графства Голландії, прийнятий Жаном I д’Авен

1299 року Жан після смерті бездітного Іоанна I Голландського, попри протест імператора Альбрехта I, успадкував Голландське і Зеландське графства.
Жан помер 1304 року, йому спадкував його старший син Вільгельм (Гільйом) I Добрий (1286—1337). Він був змушений боротись проти Фландрії і Брабанту. 1323 року він уклав угоду з графом Фландрії Людовиком I Неверським, за якою граф Фландрії відмовлявся від претензій на Зеландію, а Вільгельм відмовлявся від претензій на імперську Фландрію. Ця угода завершила династичний розбрат між Дамп'єрами та Авенами.
Вільгельму вдалось підкорити Західну Фрисландію, а також він приєднав до своїх володінь єпископство Утрехт. Пізніше він видав свою дочку Філіпу за короля Англії Едуарда III, другу дочку, Маргариту, він видав за імператора Людовика IV Баварського. 1337 року він встав на чолі імперських князів, що вступили до союзу з Англією. Цей союз дав поштовх до початку воєнних дій у Столітній війні. Незабаром Вільгельм помер. Його син, Вільгельм (Гільйом) II (1307—1345) брав участь у Столітній війні на боці Англії. 1345 року він взяв в облогу Утрехт, єпископ якого прагнув вийти з-під його влади. Після укладення миру він вирушив придушувати повстання у Фрисландії, де й загинув.

### Еноське графство під управліннямБаварського дому

Герб Еноського графства під час правління Баварської династії

Після смерті Вільгельма II Ено, Голландію та Зеландію успадкувала його сестра Маргарита II (1310—1356), що була одружена з імператором Людовиком IV Баварським.
Після смерті чоловіка Маргарита вирішила управляти графствами самостійно. Один з її синів, Вільгельм III (1330—1388), герцог Баварсько-Штраубінський з 1347 року, повстав проти матері, вимагаючи передати управління Голландією та Зеландією йому. Цей конфлікт отримав назву Війна гачків і тріски. Попри англійську допомогу, Маргарита зазнала поразки й у 1354 році була змушена передати управління графствами йому. Після смерті матері 1356 року Вільгельм успадкував і Ено. Але пізніше у нього почались напади божевілля, після чого він у 1358 році був поміщений до замку Гаага. Регентом його володінь, у тому числі й Ено, став інший син Маргарити, Альберт (1336—1404). Йому довелось битись з герцогом Гелдерну Едуардом, придушувати заколоти знаті. Пізніше він налагодив стосунки з Францією. Після смерті брата Вільгельма у 1388 році він успадкував всі його володіння. Після його смерті 1404 року йому спадкував старший син Вільгельм IV (1365—1417). Він був змушений придушувати заколот сеньйорів Аркеля в Ено, пізніше він допоміг своєму брату Іоанну, скинутому 1406 року з посту єпископа Льєжа, повернути у 1408 році свій пост. Будучи прибічником герцогів Бургундії, Вільгельм втрутився на їхньому боці до громадянської війни між Арманьяками й Бургіньйонами. 1415 року Ено було понівечено військами, що брали участь у битві під Азенкуром.

Нідерланди у XIV столітті

Після смерті 1417 року Вільгельма IV його володіння мала успадкувати дочка, Якоба (1401—1436). Але її дядько, єпископ Льєжа Іоанн III (1375—1425), склав з себе сан єпископа і пред’явив права на володіння брата. В результаті вона зберегла за собою лише Ено, а Голландія, Зеландія і Штраубінг дістались Іоанну. Вона безуспішно боролась за повернення своєї спадщини, для чого спочатку у 1418 році одружилася з герцогом Брабанту Жаном IV, а потім, зрозумівши, що чоловік їй не може доповісти, кинула його і знайшла притулок в Англії, де, анулювавши попередній шлюб, одружилася з Хемфрі, герцогом Глостеру. Після смерті Іоанна III протектором його земель став герцог Бургундії Філіп III Добрий, з яким Якоба була змушена помиритись. За угодою у Дельфті 3 червня 1428 року Якоба була визнана графинею Еноською, а Філіп став намісником її володінь та спадкоємцем. 1432 року вона підбурила повстання в Генті проти Філіпа, але його було придушено й у квітні 1433 року Якоба була змушена зректись графства на користь Філіпа. З цього моменту Еноське графство увійшло до складу Бургундського герцогства.